# Трамвай серії 71-616
КТМ-16 (71-616 відповідно до Єдиної нумерації вагонів) — експериментальний російський пасажирський високопідлоговий трамвайний вагон, створений Усть-Катавським вагонобудівним заводом у співпраці з німецькими компаніями.

## Історія створення
Після розпаду СРСР машинобудівним заводам Росії була офіційно дозволена розробка спільних проектів з іноземними підприємствами. Тому на початку 1990-х років почала з'являтися інформація про можливе створення нового вагона УКВЗ, розробленого спільно з німецькими компаніями.
У березні 1993 року УКВЗ спільно з трьома німецькими фірмами — Siemens, Duewag та Динамо — було підписано контракт на розробку та складання двох комплектів електрообладнання та механічного обладнання. Так Siemens постачав комплекти електрообладнання з ТИСК та кондиціонерами, Duewag — візки з двоступінчастим підресором типу «Меги», Динамо — тягові двигуни та деякі елементи електроприводу, ну а безпосередньо УКВЗ — кузов вагона, механічне обладнання салону та кабіни водія, редуктори для ходових візків. Основа кузова нового вагона мала стати рама 71-608КМ. В екстер'єрі нового вагона були використані елементи дизайну польських та австрійських вагонів того часу.
У 1996 року в Москві відбулися презентації обох побудованих експериментальних вагонів. Нова модель трамваїв мала безліч переваг і нововведень у порівнянні з усіма російськими вагонами того часу. Серед інших — нова конструкція приводу дверей. Замість розсувних на вагоні встановлені прислонно-зсувні двері, на кшталт туристичних автобусів Ikarus 256. Вперше у вітчизняній практиці застосовано нову технологію наклеювання скла прямо на кузов. Вентиляція салону здійснювалася кондиціонером та природним шляхом через відчинені двері. Візки внаслідок застосування гумових прокладок здобули другий ступінь підресорювання, в результаті вдалося досягти м'якого ходу.
На бортах і задній частині обох експериментальних вагонів були логотипи підприємств, що брали участь у створенні вагона, а також напис наступного змісту: Erste gemeisame Strassenbahn Hergestellt von den russischen und deutschen Firmen. Також напис дублювався і по-російськи: «Перший спільний трамвай виробництва Росії та Німеччини». Крім того, на вагонах були наклейки у вигляді цифри 1 з прапорами Німеччини та Росії, що також символізують, що вагон — перший вагон спільного виробництва.
Випробування нових вагонів вирішено було провести в Москві, де вони отримали бортові номери 5000 і 5001. Після закінчення випробувань, обидва вагони не були допущені до експлуатації через їхню несплату та серйозні зауваження щодо кузова та електроустаткування, які не були усунені заводом.
У 1999 року на основі російсько-німецького проекту 71-616 було побудовано два нові вагони з російських комплектувальних, їм було присвоєно серію 71-619 — яка в першому десятилітті 2000-х років стала основою модельного ряду УКВЗ.

## Влаштування вагона

### Кузов
Кузов вагона має цільнозварний несучий каркас, виготовлений з набору порожнистих елементів - труб квадратного і прямокутного перерізу, а також спеціальних гнутих профілів. Обшивка кузова виконана зі сталевих гладких листів і кріпиться до каркаса точкової електрозварювання. Обшивка даху виконана з листів склопластика. Металева обшивка з внутрішньої сторони покривається протишумною мастикою. Внутрішнє облицювання стін і стелі салону виконано з шаруватого пластику, підлога — з бакелізованої фанери. Між обшивками укладено шар теплоізоляції. Скло кабіни та салону монтується на клейовій основі через гумові прокладки безпосередньо на кузов вагона. У бічній стіні є чотири прислонно-зсувні двері (крайні двері одностулкові, середні — двостулкові), відкриття та закривання яких здійснюється електромеханічним приводом централізовано з кабіни водія. Всі двері розташовані в одній площині.

### Салон
У пасажирському салоні встановлено два ряди м'яких крісел: з одного боку одномісні, з іншого – здвоєні. Кабіна водія відокремлена від пасажирського салону перегородкою із засувними дверима. Кабіна водія та салон мають гарну природну освітленість у денний час завдяки великим вікнам. Вечірнє освітлення — люмінесцентне (світловими лініями), опалення — ступінчасте з використанням електрокалориферів. Скло лобових вікон має спеціальне напилення для обігріву та вибору оптимального режиму пропускної світлової здатності та сонцезахисту. Вентиляція вагона - природна і примусова. Пасажирський салон обладнаний кондиціонером для підтримки температури салону на одному рівні.

### Двигуни
Вагон обладнаний чотирма серієсними тяговими електродвигунами типу ДК-268 з опорно-рамною підвіскою. Крутячий момент від тягових двигунів через карданний вал з пружною муфтою і одноступінчастий конічний редуктор з евольвентним зачепленням передається на колі пари візка.

### Електроустаткування
Трамвайний вагон оснащений комплектом електрообладнання з тиристорно-імпульсною системою безреостатного пуску та рекуперативного гальмування (ТІСК). Як силові елементи перетворювача струму застосовані GTO-тиристори. Бортова ЕОМ (SIBAS-16) управляє всіма процесами в електрообладнанні тягового приводу та системах безпеки руху вагона, вибирає найбільш економічний та оптимальний режими управління струмом тягових двигунів. У кабіні розміщено блок реле керування, призначений для комутації електричних ланцюгів керування за заданим алгоритмом. Реглатори, що згладжують, забезпечують зменшення пульсацій струмів тягових двигунів і в контактній мережі. Блок силових резисторів дозволяє захистити силові електричні мережі від струмів короткого замикання та перевантажень. Передбачено можливість руху порожнього трамвайного вагона під час виходу з ладу одного силового блоку. Живлення ланцюгів управління та допоміжного обладнання здійснюється від акумуляторних батарей та статичного перетворювача напруги постійного струму 24В (48 В) та змінного струму 380/220В з частотою 150-400 Гц.

### Візки
Візки вагона — рамної конструкції з двоступінчастим підресором. Перший ступінь забезпечується циліндричними пружинами стиснення і гідравлічними амортизаторами, що гасять коливання кузова у вертикальній та горизонтальній площинах. Другий ступінь, буксове підвішування типу «Меги», складається з конусних гумових блоків, які знижують динамічне коливання від колії на колісні пари і весь вагон в цілому. Рама візка — шарнірної конструкції. Поперечні траверси з'єднані двома гумовими сайлент-блоками. Колісна пара з відкритою віссю. На кожній осі встановлені датчик швидкості, заземлюючий пристрій і з одного боку механічне дискове гальмо з максимальним зусиллям 36 кН. Для екстреного гальма застосовано рейкове гальмо зі слідкувальною системою, що забезпечує постійний прозір між черевиком і головкою рейки.

### Гальма
Вагон обладнаний електродинамічним рекуперативним, механічним дисковим та електромагнітним рейковим гальмами.

### Інше
У трамвайному вагоні є радіотрансляційна установка, звукова та світлова сигналізація, захист від радіоперешкод та грози, пісочниці та механічне зчеплення. З'єднувальні кабелі для роботи по системі багатьох одиниць змонтовані на автозчепленні.

## Подальша доля
У 2001 році Мосміськтранс придбав перший із двох вагонів — з бортовим номером 5000, який був перевезений до навчально-курсового комбінату, і виставлений як натурний експонат, де й перебував до квітня 2017 року(фото). Зараз вагон простоює у Трамвайному депо імені Русакова.
Другий вагон - з бортовим номером 5001 - довгий час простояв на території депо імені Русакова, в 2005 був розібраний до стану кузова, а в 2010 кузов вагона був використаний для відновлення іншого, згорілого трамвая. Станом на січень 2013 вагон використовується як навчальний і має бортовий номер 0205 (фото).